# Carxofa del Rosselló
La carxofa del Rosselló és una Indicació Geogràfica Protegida (IGP) obtinguda pels productors nord-catalans a l'agost de 2015. Aquest concerneix les carxofes produïdes dins 50 municipis de Catalunya Nord, situats a la plana del Rosselló i permetrà als agricultors nord-catalans obrir-se a nous mercats i els seus productes seran ressaltats.
Cal recordar que el Rosselló és, vist des del conjunt de l'estat francès, el segon gran productor de carxofes, darrere de Bretanya. Hi ha 200 productors, la majoria a La Salanca (subcomarca del Rosselló ubicada tocant i al nord de Perpinyà), que produeixen entre 9 i 12 tones de carxofes a l'any.